# Elle (Korbach)
Koordinaten: 51° 15′ 53″ N, 8° 51′ 10″ O
Elle ist eine wüst gefallene Siedlung in der Gemarkung von Korbach im nordhessischen Landkreis Waldeck-Frankenberg.
Die Siedlung lag auf etwa 381 m Höhe über NHN rund 150 m westlich der Landesstraße L 3076 (Sachsenberger Landstraße) nach Nordenbeck und etwa 600 m westlich außerhalb des Korbacher Südrings.

## Geschichte
Die Geschichte des Orts ist nur bruchstückweise und mit Bezug auf Grundherrschaft und Feudalrechte weltlicher und geistlicher Herren bekannt, wobei auch die schriftliche Wiedergabe des Ortsnamens in wechselnder Form erscheint: Enelehe (1126), Ellenloe (1194), Ellehe (1254), Eylle (1372). Selbst der Zeitpunkt der Siedlungsaufgabe ist nicht bekannt, es dürfte jedoch im 15. Jahrhundert gewesen sein. Ein wohl eher unbedeutendes Ortsadelsgeschlecht findet 1370, 1402 und 1445 Erwähnung. (Es handelte sich dabei möglicherweise um eine kurzlebige Nebenlinie der Herren von Dalwigk.)
1126 scheint das Jahr der urkundlichen Ersterwähnung des Orts zu sein: Abt Erkenbert von Corvey bekundete, dass die Schwestern Riclinde und Frederun (auch Friderun) von Itter, Nichten und nächste Erbinnen des 1123 verstorbenen Edelherrn Folkmar von Itter, ihren von diesem geerbten allodialen Teil der Herrschaft Itter an das Kloster Corvey zu Lehen aufgetragen hatten. Die Lehnsauftragung umfasste in der Hauptsache die Burg Itter mit Markt und Zoll sowie die zugehörigen Allodien und Gefälle in den Dörfern Itter (Dorfitter, Thalitter), Ense (Nieder-Ense und Ober-Ense), Lauterbach (Hof Lauterbach) und Dalwig (Dalwigk (Korbach)) aber auch zwei Hufen in „Enelehe“.
Im Jahre 1194 bestätigte der Kölner Erzbischof Adolf I. dem Kloster Flechtdorf den Besitz einer Hufe in „Ellenloe“. 1254 war „Ellehe“ dann ganz oder zu großen Teilen im Besitz des Klosters Schaaken.
Im Jahre 1318 erwarb Ulrich von Escheberg durch Kauf zu Lehen von den Grafen von Everstein einen Hof in Elle und die benachbarte kleine Wasserburg Lengefeld – beide bisher als eversteinsche Lehen von der niederadligen Familie von Mühlhausen gehalten, verkaufte dieses Lehnsrecht aber bereits 1326 an Hermann von Rhena.
Im 14. Jahrhundert hatten die Herren von Dalwigk den Zehnten zu Elle als Waldecker Lehen. Zu gleicher Zeit besaßen die Herren von Reckeringhausen Güter im Ort. Der Zehnte in Elle gehörte später den Pfarrkirchen zu Korbach.
Im Jahre 1370 werden die Herren von Elle erstmals erwähnt, als Hermann und Heinrich von Elle der Kirche in Lengefeld ½ Morgen Land an einem nicht näher lokalisierten Ort schenkten. 1375 übereigneten die beiden, mit Einwilligung ihres Bruders Tonie und Hermanns Sohn Heinrich, der Kirche in Lengefeld noch einmal 1/2 Morgen beim dortigen Kirchhof. Eine zweite Erwähnung der Familie findet sich im Jahre 1402, als die von Elle gegenüber Brosecke/Ambrosius von Viermund auf ein Gut in Bodenfelde verzichteten. 1445 schließlich bestätigt Ludwig von Elle, dass die Korbacher Bürger von Berndorf im Jahre 1373 dem Kloster Bredelar ihren Hof in Lengefeld verkauft hätten.
Ab 1372 erwarb das Kloster Bredelar durch Schenkungen schrittweise erhebliche Einkünfte und auch Grundbesitz in Elle. Zunächst verkauften die Brüder Meyer und die Knevel aus Korbach dem Kloster ¼ des Zehnten zu „Eylle“. 1379 verzichtete Gobel van dem Haghen gegenüber dem Kloster auf den vierten Teil des Zehnten zu Elle. 1395 beurkundeten die von Dalwigk als Lehnsherren, dass die Meyer und Knevel zu Korbach den halben Zehnten zu Elle dem Kloster Bredelar verkauft hatten. Im Jahre 1403 überließen die Grafen von Waldeck dem Kloster Bredelar als Seelgerät je einen halben Zehnten in Dalwigk und in Elle; im selben Jahr verkauften auch die von Dalwigk dem Kloster Bredelar ihren halben Zehnten zu Elle, womit das Kloster nunmehr den gesamten Zehnten im Ort besaß. 1435 veräußerten Sivert Wendehillige und sein Sohn Hinrich dem Kloster Bredelar ihren viertel Zehnten zu Elle, den sie als Lehen von den Dalwigk gehalten hatten. 1460 verkauften die Brüder von Rhena dem Kloster ihren halben Hof zu Elle.
Heute erinnern nur noch die Flurnamen „Auf der Elle“ oder „Eller Bruch“ in der Korbacher Gemarkung an das verschwundene Dorf.